# جير كنوتسن
جير كنوتسن هو سياسي نرويجي، ولد في 30 يونيو 1959 في Båtsfjord (village) ‏ في النرويج. نشط حزبياً في حزب العمال. وقد انتخب عمدة بوتسفيورد ‏ (2011 – 2019) وانتخب عمدة بوتسفيورد ‏ (2003 – 2007) وانتخب نائب عضو برلمان النرويج ‏ عن دائرة Finnmark electoral division ‏ وقد انضم خلال فترته النيابية ‏ (2005 – 2009) للكتلة البرلمانية حزب العمال.